# Ферпорт (Њујорк)
Ферпорт (енгл. Fairport) град је у америчкој савезној држави Њујорк.

## Демографија
По попису из 2010. године број становника је 5.353, што је 387 (-6,7%) становника мање него 2000. године.
| Група             | 2000.         | 2010.         |
| Белци             | 5.503 (95,9%) | 5.015 (93,7%) |
| Афроамериканци    | 42 (0,7%)     | 77 (1,4%)     |
| Азијати           | 59 (1,0%)     | 62 (1,2%)     |
| Хиспаноамериканци | 79 (1,4%)     | 113 (2,1%)    |
| Укупно            | 5.740         | 5.353         |